# Ardanavy
Der Ardanavy (auch: Ardanabia, Ardanabie) ist ein Fluss in Frankreich, der im Département Pyrénées-Atlantiques in der Region Nouvelle-Aquitaine verläuft. Er entspringt unter dem Namen Ur Handia im Gemeindegebiet von Hasparren, entwässert generell in nördlicher Richtung durch das französische Baskenland und mündet nach rund 26 Kilometern im Gemeindegebiet von Urcuit als linker Nebenfluss in den Adour.

## Orte am Fluss
- Briscous
- Urcuit